# Street Fighter × Tekken
Street Fighter X Tekken (ストリートファイター X 鉄拳, Sutorīto Faitā Kurosu Tekken) é um jogo eletrônico de luta crossover de 2012 publicado pela Capcom, desenvolvido com a Dimps para PlayStation 3, Xbox 360, PlayStation Vita e com a QLOC para Windows. O jogo apresenta personagens da franquia Street Fighter e da série Tekken, da Namco. No jogo, cada jogador seleciona dois personagens respectivamente e enfrenta outros como duplas em lutas de duplas, com o objetivo de nocautear um dos membros do time adversário (esgotar a saúde do oponente). Além dos modos multijogador, o jogo também apresenta um modo história para um jogador, com um enredo que gira em torno de um objeto misterioso chamado "Pandora".
O jogo é produto de uma parceria entre a Namco e a Capcom, que anteriormente produziu o RPG Namco × Capcom (2005). Como Street Fighter X Tekken foi feito pela Capcom (com a Namco mais envolvida no licenciamento do elenco de Tekken), a jogabilidade é baseada na estilo 2D de Street Fighter, com movimentos de projéteis como o Hadouken, ao contrário da série Tekken. Os recursos exclusivos de Street Fighter X Tekken incluem: o Sistema de Gemas, que permite aos jogadores equipar gemas especiais para aumentar o poder de vários atributos do personagem, e o Modo Pandora, no qual a força e as habilidades do personagem são temporariamente aumentadas. 
O jogo foi bem recebido pela crítica, que elogiou o elenco e a mecânica de jogo aprofundada. No entanto, ficou aquém das expectativas de vendas da Capcom. Além disso, o lançamento do conteúdo para download (DLC) da Capcom para o jogo foi recebido negativamente quando foi revelado que a empresa estava cobrando pelo acesso a personagens que já estavam no disco do jogo.

## Jogabilidade
Embora os dois jogos de luta sejam bem distintos, em Street Fighter x Tekken existem várias adaptações. Os personagens de Tekken se adaptaram aos seis botões de Street Fighter, mas também podem jogar com o mesmo esquema de quatro botões visto em Tekken. O jogo é baseado no estilo 2.5D de Street Fighter IV e os personagens de Tekken podem até fazer os Ultra Combos vistos no jogo, mas sem perder a jogabilidade de Tekken. Street Fighter x Tekken tem o sistema Tag team, visto na série Marvel vs Capcom. Futuramente também será lançado "Tekken X Street Fighter", com a engine de Tekken, e tendo os personagens de Street Fighter indo para o 3D.

## Enredo
Na Antártica, um objeto desconhecido em formato de caixa se choca em seu solo. Estudiosos analisaram sua substância e descobriram que a energia libera um poder sem limites durante um conflito físico ou emocional. Baseado em mitologia, os cientistas nomearam o material de Pandora. A reação causada pelo Pandora ganha atenção de muitos lutadores dos universos de Street Fighter e Tekken após sua descoberta, principalmente das organizações Shadaloo e Mishima Zaibatsu. A partir de então, cada personagem tem seus objetivos:

### Street Fighter
- Ryu acredita que o Pandora tenha alguma ligação com o Satsui no Hadou, o Ki malígno que manifesta em seu corpo. Ken Masters se junta a ele, sem qualquer interesse pela caixa.
- Chun-Li, após descobrir que a Shadaloo e a Mishima Zaibatsu estão rumo à Antártica, decide investigar as ações de ambas organizações. Ela convida Cammy White para acompalhá-la.
- Guile é enviado à Antártica por seu superiores para investigar o Pandora. Abel descobre que a Shadaloo também está a procura do Pandora, então se alia a Guile para tentar descobrir algo sobre seu passado.
- Dhalsim pensa que o Pandora tem uma ligação com o desaparecimento de muitas crianças de sua aldeia. Sagat se junta a ele para procurar uma jovem menina de sua vila que também desapareceu.
- Poison e Hugo observaram que a imprensa está reunida na região da Antática, e decidem viajar até lá para ficarem famosos.
- Após aprender sobre o Pandora, Rolento decide destruí-lo para poder criar um exército poderoso. Ele pede ajuda aos anciões da vila de Ibuki, que a forçam a ajudar Rolento.
- Zangief pretende trazer a caixa até a Rússia para mostrar sua lealdade ao país. Ele pede a ajuda de Rufus para acompanha-lo em sua jornada, embora Rufus queira destruir o Pandora, após a mídia ter manchado sua reputação quando perdeu o torneio de artes marciais do Estados Unidos.
- Ordenados por M. Bison, Vega e Balrog saem atrás do Pandora, mesmo que um não respeite o outro. Ambos têm a intenção de usar a caixa de Pandora em proveito próprio.
- Após o Pandora ter destruído o satélite da Shadaloo, M. Bison vai atrás do Pandora, com a ajuda de Juri.
- Akuma escuta uma voz desconhecida, vinda da caixa de Pandora. Então decide ir para a Antártica para descobris de quem é a voz.
- Blanka decide procurar Dan Hibiki, que desapareceu na Antártica procurando o Pandora. Sakura Kasugano, interessada na caixa e querendo ter férias de inverno, acompanha Blanka.
- Guy pretende livrar o mundo do Pandora, o qual considera uma ameaça, e pede ajuda ao velho amigo Cody.
- Elena escutou a voz de uma árvore no jardim de Dudley, dizendo que ambos precisavam ir ao Polo Sul, embora Dudley não esteja interessado no Pandora.

### Tekken
- Kazuya Mishima pretende usar o poder do Pandora somado ao seu gene Devil para tomar a Mishima Zaibatsu do seu próprio filho, Jin. Ele se junta a Nina Williams, que já tentara mata-lo.
- King e Craig Marduk afirmam ter visto uma pessoa semelhante ao Armor King, até então morto por Craig Marduk, embarcando para a Antártica. Então rumam ao Polo Sul.
- Heihachi Mishima, sabendo que tanto Kazuya como Jin, estão atrás do Pandora. Heihachi segue rumo ao Polo Sul, com o objetivo de matar Jin e Kazuya para retomar o controle da Mishima Zaibatsu. Se une ao seu fiel companheiro Kuma.
- Steve Fox estava lutando contra Hwoarang em um torneio de artes marciais quando o mesmo é interrompido em um ataque causado pela Shadaloo. Os dois se juntam para dar o troco pela interrupção.
- Yoshimitsu parte em busca de Pandora para acalmar sua espada amaldiçoada. Recebe a ajuda de Raven, que não possui interesse no artefato e está em uma missão de investigação com a Shadaloo e a Mishima Zaibatsu.
- Julia Chang está preocupada a respeito do Pandora, tendo ideia de que pode ser perigoso em mãos erradas. Bob Richard ajuda Julia a encontrá-lo.
- Lili Rochefort pretende entregar o Pandora à seu pai, porém acredita que não conseguirá sozinha, então é forçada a pedir reforço a rival Asuka Kazama.
- Marshall Law, subordinado à dinheiro para pagar as dívidas, vai atrás do Pandora, acompanhado de Paul Phoenix.
- Jin Kazama sente que a caixa tem alguma ligação com a maldição do Devil Gene, e parte para a Antártica. Parte com a ajuda de Ling Xiaoyu, que esta com medo de que a caixa faça mal a ele..
- Ogre, assim como Akuma, escuta uma voz familiar a seu passado. Ele, então, parte em direção ao Pólo Sul para descobrir.
- Lars Alexandersson , deseja destruir o Pandora, com a finalidade de evitar uma guerra entre a Shadaloo e a Mishima Zaibatsu. Alisa Bosconovitch  o auxilia em sua missão.
- Bryan Fury pretende tomar o Pandora da G-Corporation para obter controle das unidades Jack-X.
- Procurando seu instrutor de Capoeira, Eddy Gordo , Christie Monteiro vai para a Antártica para descobrir a ligação de seu instrutor com a Mishima Zaibatsu. Ela e Lei Wulong trabalham juntos para, também, manter o Pandora afastado de mãos inimigas.

## Personagens
Street Fighter X Tekken conta com 55 personagens ao todo(incluindo com a DLC e versão Vita). Alguns personagens que não apareceram em SFIV e SSFIV aparecem em Street Fighter X Tekken, tais exemplos são Poison e Hugo (ambos da Franquia Final Fight, que apareceram em Street Fighter III). Nathan Drake esteve na lista de possibilidades para ser um personagem convidado do jogo, no entanto a ideia foi descartada. Esses são os personagens do jogo:
| Street Fighter             | Tekken                  | Convidados               |
| -------------------------- | ----------------------- | ------------------------ |
| Ryu                        | Kazuya Mishima          | Cole MacGrath (PS3/Vita) |
| Ken Masters                | Nina Williams           | Toro (PS3/Vita)          |
| Guile                      | King                    | Kuro (PS3/Vita)          |
| Abel                       | Craig Marduk            | Pac-man (PS3/Vita)       |
| Chun-Li                    | Julia Chang             | Mega Man (PS3/Vita)      |
| Cammy                      | Bob                     |                          |
| Sagat                      | Hwoarang                |                          |
| Dhalsim                    | Steve Fox               |                          |
| Poison                     | Yoshimitsu              |                          |
| Hugo                       | Raven                   |                          |
| Ibuki                      | Kuma                    |                          |
| Rolento                    | Heihachi Mishima        |                          |
| Zangief                    | Lili Rochefort          |                          |
| Rufus                      | Asuka Kazama            |                          |
| Vega (Balrog no Japão)     | Paul Phoenix            |                          |
| Balrog (M. Bison no Japão) | Marshall Law            |                          |
| Juri                       | Ling Xiaoyu             |                          |
| M. Bison (Vega no Japão)   | Jin Kazama              |                          |
| Akuma (Gouki)              | Ogre                    |                          |
| Cody Travers Vita          | Christie Monteiro Vita  |                          |
| Guy Vita                   | Lei Wulong Vita         |                          |
| Dudley Vita                | Alisa Bosconovitch Vita |                          |
| Elena Vita                 | Bryan Fury Vita         |                          |
| Sakura Kasugano Vita       | Lars Alexandersson Vita |                          |
| Blanka Vita                | Jack-X Vita             |                          |

- ↑DLC
- ↑Vita : Disponível para a versão do Playstation Vita. «Leia mais aqui». www.capcom-unity.com

## Duplas
Os personagens foram dividos em duplas e rivais, abaixo há a lista das duplas e seus rivais.
| Grupo Street Fighter | Grupo Tekken       |
| -------------------- | ------------------ |
| Ryu & Ken            | Kazuya & Nina      |
| Ibuki & Rolento      | King & Marduk      |
| Balrog & Vega        | Raven & Yoshimitsu |
| Dhalsim & Sagat      | Paul & Law         |
| Cammy & Chun-Li      | Asuka & Lili       |
| Abel & Guile         | Heihachi & Kuma    |
| Zangief & Rufus      | Julia & Bob        |
| Poison & Hugo        | Steve & Hwoarang   |
| Juri & M. Bison      | Jin & Xiaoyu       |
| Dudley & Elena       | Christie & Lei     |
| Guy & Cody           | Bryan & Jack X     |
| Sakura & Blanka      | Lars & Alisa       |
| Akuma                | Ogre               |
| Megaman              | Pacman             |
| Toro                 | Kuro               |
| Chun-Li & Ryu*       | Jin & Nina*        |

- *Podem ser alternados em modo online.